# Pic Duarte
El Pic Duarte (en castellà Pico Duarte) és, amb 3.098 msnm, el cim més alt de la República Dominicana i de tot el Carib. Al cim hi ha un bust de Juan Pablo Duarte, pare de la nació dominicana, la bandera dominicana i una creu.
El cim es troba a tan sols 1,5 km de La Pelona, un cim bessó que s'eleva fins als 3.094 metres. Els dos cims es troben units pel Valle de Lilís, un coll que es troba a 2.950 metres. Els principals rius del país neixen en aquest massís, el riu Yaque del Nord i el seu afluent riu Bao i el riu Yaque del Sud, amb els seus afluents Mijo, Grande i San Juan.
La primera ascensió documentada fou feta el 1851 pel cònsol britànic Sir Robert Hermann Schomburgk.